# Gulhi
Gulhi is een van de bewoonde eilanden van het Kaafu-atol behorende tot de Maldiven.

## Demografie
Gulhi telt (stand maart 2007) 347 vrouwen en 410 mannen.